# 競馬国際交流協会
財団法人競馬国際交流協会（けいばこくさいこうりゅうきょうかい）とは、1993年（平成5年）4月16日に設立された日本の競馬の国際化を目指して設立された統括機関である。2010年（平成22年）12月1日に財団法人日本軽種馬登録協会と合併して公益財団法人ジャパン・スタッドブック・インターナショナルに移行し解消した。

## 概要
競馬というスポーツは全世界的に普及している。そこで世界的に生産・育成を図りながら、競馬の国際化に向けたさまざまな情報交換を進めることを目的として、日本中央競馬会（JRA）と地方競馬全国協会（NAR）の協力を得て、公益法人として設立された。
2010年（平成22年）12月1日をもって、財団法人日本軽種馬登録協会と合併、ジャパン・スタッドブック・インターナショナルに移行した。